# 1,2-Benzenoditiol
1,2-Benzeneditiol ou benzeno-1,2-ditiol é o composto organossulfurado com fórmula C6H4(SH)2. Este líquido incolor viscoso consiste de um anel benzênico com um par de grupos tiol adjacentes. A base conjungada desde composto diprótico seve como agente quelante em química de coordenação e um bloco de construção para a síntese de outros compostos organossulfurados.

## Síntese
O composto é preparado por orto-litiação de benzenotiol usando butil-lítio (BuLi) seguido por sulfetação:
C6H5SH  +  2  BuLi  →   C6H4SLi-2-Li  +  2 BuH
C6H4SLi-2-Li  +  S  →   C6H4(SLi)2
C6H4(SLi)2  +  2 HCl   →   C6H4(SH)2  +  2 LiCl
O composto foi primeiramente preparado do 2-aminobenzenotiol via diazotização.  Alternativamente, forma-se do 1,2-dibromobenzeno.

## Reações
Oxidação principalmente proporciona o dissulfeto polimérico.